# Primitiae Florae Amurensis
Primitiae Florae Amurensis (abreviado Prim. Fl. Amur.) es un libro con ilustraciones y descripciones botánicas que fue escrito por el botánico ruso Carl Johann Maximowicz. Fue publicado en San Petersburgo en el año 1859.